# Vagaceratops
Vagaceratops là một chi khủng long, được Sampson Loewen Farke Roberts Forster J. A. Smith & Titus mô tả khoa học năm 2010.